# 朱尔·若弗兰站
朱尔·若弗兰站（法語：Jules Joffrin）是巴黎地鐵的一個車站，得名于纪念法国政治家朱尔·若弗兰的朱尔·若弗兰广场。朱尔·若弗兰站位於巴黎十八區，是巴黎地鐵12號線的車站。朱尔·若弗兰站開通於1912年10月31日，當時是北方公司A線的車站，在1916年3月27日成為巴黎地鐵12號線的車站。

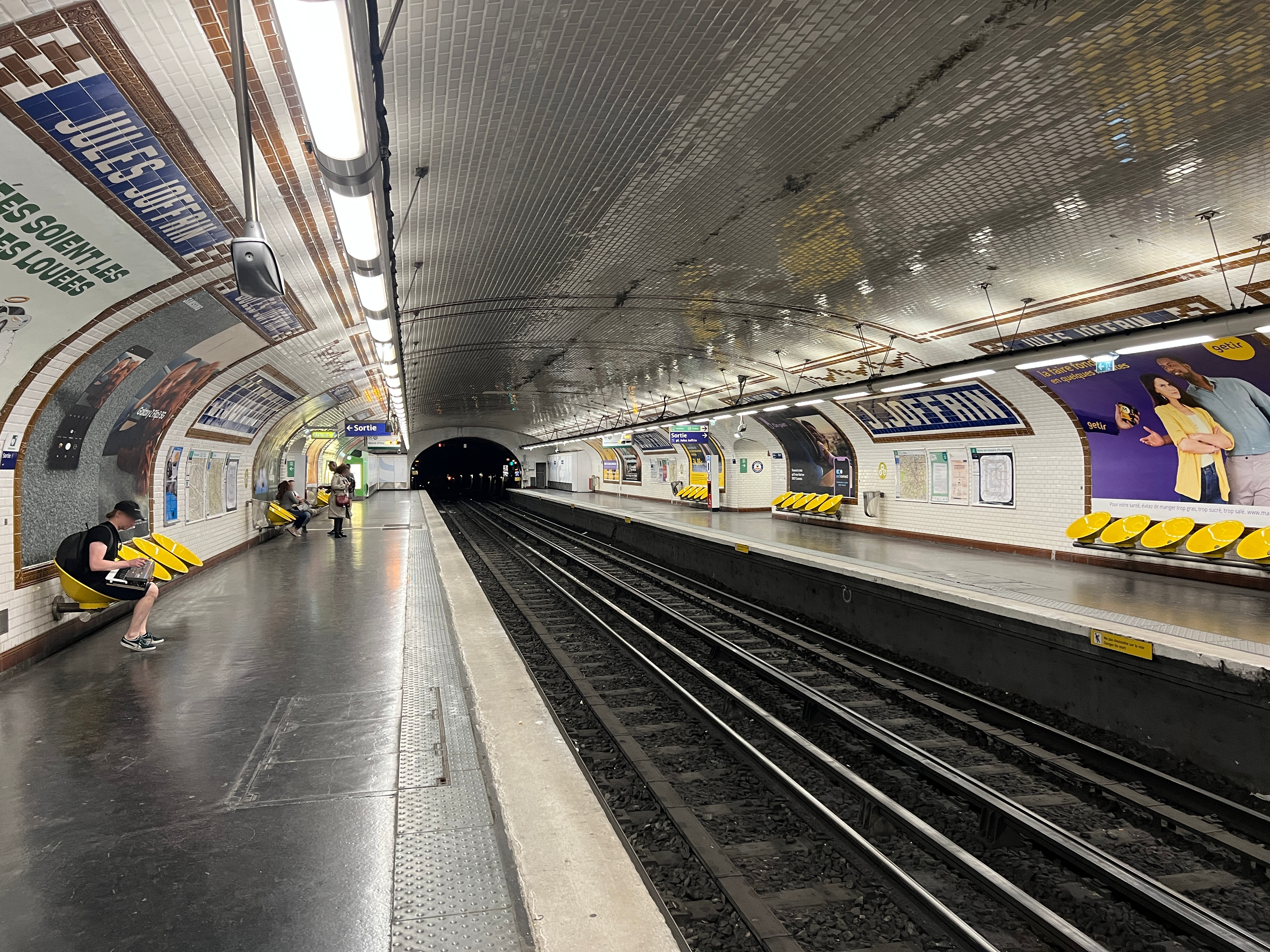
月台（2022年6月）

## 車站結構
| 街道層     |                    |                                     |
| B1         | 夾層               |                                     |
| 12號線月台 | 側式月台，右側開門 | 側式月台，右側開門                  |
| 12號線月台 | 南行               | 往伊西市政府（拉马克-科兰古）       |
| 12號線月台 | 北行               | 往欧贝维利耶市政府（马尔卡代-鱼贩） |
| 12號線月台 | 側式月台，右側開門 |                                     |